# Forenzička lingvistika
Forenzička lingvistika je primjena lingvističkog znanja i metoda u forenzičkom kontekstu. Forenzička lingvistika je grana primijenjene lingvistike.
Postoje tri područja jezikoslovne primjene u forenzici:
- razumijevanje jezika pisanog zakona
- razumijevanje upotrebe jezika u forenzičkim i pravosudnim procesima
- pružanje jezičnih dokaza

Disciplina forenzičke lingvistike je interdisciplinarna, odnosno uključuje niz stručnjaka i istraživača iz različitih područja.

## Povijest lingvističke forenzike
Izraz forenzička lingvistika prvi se put pojavio 1968. godine kada ga je Jan Svartvik, profesor lingvistike, upotrijebio u analizi izjava Timothyja Johna Evansa optuženog za ubojstvo.

## Područja primjene lingvističke forenzike
Lingvisti su pružili dokaze u:
- Sporovima o intelektualnom vlasništvu
- Sporovima o značenju i upotrebi
- Identifikaciji autora (utvrđivanje tko je napisao anonimni tekst uspoređivanjem poznatih uzoraka pisanja; kao što su pisane prijetnje, tekstovi s mobitela ili e-mailovi)
- Forenzička stilistika (prepoznavanje slučajeva plagijata)
- Identifikacija glasa, također poznata kao forenzička fonetika, koja se koristi da bi se pomoću zvučnih osobina utvrdilo odgovara li snimljeni glas optuženome
- Analiza diskursa (analiza strukture pisma ili govora radi)
- Forenzička dijalektologija koja prati jezičnu povijest, primjerice tražitelja azila
- Rekonstrukcija tekstualnih razgovora na mobilnim telefonima

Forenzički lingvisti danas često koriste baze podataka s uzorcima govornog i pismenog prirodnog jezika. Ovi korpusi uključuju korpuse pisama samoubojica, tekstove s mobitela, policijske izjave, zapisnike policijskih razgovora i izjave svjedoka. Koriste se za analizu jezika, razumijevanje načina na koji se koristi i za lakše prepoznavanje kolokacija.